# 五點到七點的克萊歐
《五點到七點的克萊歐》 (法語：Cléo de 5 à 7)是阿涅斯·瓦尔达在1962年拍攝的法國左岸電影。故事以年轻歌手克萊歐為主角（Florence "Cléo" Victoire），從6月21日下午5点，她開始等待下午6:30聽取身體檢查結果，結果将确诊她是否患上癌症。
電影处理的主题包括存在主义、死亡、絕望，以及具意义的生活。電影帶有法国女性主义的观点，探討社會如何看待女性。镜子象征着自我的迷恋，這種迷戀亦在克萊歐身上體現。
電影客串演員包括尚盧·高達、安娜·卡里娜、讓-克洛德·布里亞利和埃迪·康斯坦丁，他們以无声电影的角色出現，而作曲家 Michel Legrand，則編寫電影的音樂「Bob the Pianist」。電影獲1962年戛纳电影节挑選入圍竞賽單元。

## 外部連結
- 互联网电影数据库（IMDb）上《五點到七點的克萊歐》的资料（英文）
- AllMovie上《五點到七點的克萊歐》的资料（英文）
- 豆瓣电影上《五點到七點的克萊歐》的資料 （简体中文）
- 详细信息收集标准（页面存档备份，存于）